# Noord-Korea op de Olympische Winterspelen 1964
Tijdens de Olympische Winterspelen van 1964, die in Innsbruck (Oostenrijk) werden gehouden, nam Noord-Korea voor de eerste keer deel.

## Medailleoverzicht
| Sport     | Olympiër    | Discipline | Medaille |
| --------- | ----------- | ---------- | -------- |
| Schaatsen | Han Pil-Hwa | 3000 m (v) | Zilver   |

## Deelnemers en resultaten

### Langlaufen
| Olympiër      | Discipline | Resultaat | Prestatie            |
| ------------- | ---------- | --------- | -------------------- |
| Yang Duk-Soon | 30 km (m)  | 63e       | 1:53.58,4 (+23.07,7) |
| Kim Ko-Am     | 30 km (m)  | 65e       | 1:55.11,0 (+24.20,3) |
|               |            |           |                      |
| Kim Bong-Za   | 10 km (v)  | 32e       | 52.18,6 (+11.54,3)   |
| Ri Han-Soon   | 10 km (v)  | 33e       | 53.21,8 (+12.57,5)   |

### Schaatsen
| Olympiër       | Discipline   | Resultaat | Prestatie         |
| -------------- | ------------ | --------- | ----------------- |
| Kim Choon-Bong | 5000 m (m)   | 30e       | 8.22,9 (+44,5)    |
| Kim Choon-Bong | 10.000 m (m) | 23e       | 17.10,8 (+1.20,7) |
| Kim Zin-Hook   | 500 m (m)    | 19e       | 41,9 (+1,8)       |
| Kim Zin-Hook   | 1500 m (m)   | 36e       | 2.19,4 (+9,1)     |
| Ri Sung-Ryool  | 500 m (m)    | 30e       | 43,0 (+2,9)       |
| Ri Sung-Ryool  | 1500 m (m)   | 14e       | 2.13,9 (+3,6)     |
| Bak Sung-Wun   | 5000 m (m)   | 28e       | 8.20,2 (+41,8)    |
|                |              |           |                   |
| An Sen-Za      | 1500 m (v)   | 30e       | 2.44,7 (+22,1)    |
| Bak Wol-Ja     | 3000 m (v)   | 13e       | 5.30,8 (+15,9)    |
| Han Pil-Hwa    | 500 m (v)    | 28e       | 58,5 (+13,5)      |
| Han Pil-Hwa    | 1500 m (v)   | 9e        | 2.30,1 (+7,5)     |
| Han Pil-Hwa    | 3000 m (v)   | Zilver    | 5.18,5 (+3,6)     |
| Kim Song-Soon  | 1500 m (v)   | 4e        | 2.27,7 (+5,1)     |
| Kim Song-Soon  | 3000 m (v)   | 7e        | 5.25,9 (+11,0)    |
| Ryoo Choon-Za  | 500 m (v)    | 15e       | 48,4 (+3,4)       |
| Ryoo Choon-Za  | 1000 m (v)   | 16e       | 1.40,0 (+6,8)     |

Argentinië · Australië · België · Bulgarije · Canada · Chili · Denemarken · Duits eenheidsteam · Finland · Frankrijk · Griekenland · Groot-Brittannië · Hongarije · IJsland · India · Iran · Italië · Japan · Joegoslavië · Libanon · Liechtenstein · Mongolië · Nederland ·  Noord-Korea · Noorwegen · Oostenrijk · Polen · Roemenië · Sovjet-Unie · Spanje · Tsjecho-Slowakije · Turkije · Verenigde Staten · Zuid-Korea · Zweden · Zwitserland